# Список флагов государственных образований на территории России
На территории России за всю её историю было значимое количество государственных образований на её современной территории. Данный список объединяет в себе наиболее значимые флаги государственных образований на территории российских государств.

## 862 — 1263 года
| Флаг | Дата  | Использование     | Описание |
| ---- | ----- | ----------------- | -------- |
|      | ? — ? | Флаг Золотой Орды |          |

## 1263 — 1721 года
| Флаг | Дата        | Использование           | Описание |
| ---- | ----------- | ----------------------- | -------- |
|      | 1445 — 1552 | Флаг Казанского ханства |          |

## 1721 — 1917 года
| Флаг | Дата        | Использование                              | Описание |
| ---- | ----------- | ------------------------------------------ | --- |
|      | ? — 1795    | Флаг Курляндии и Семигалии                 | |
|      | 1762 — 1801 | Флаг Картли-Кахетинского царства           | |
|      | ? — 1804    | Флаг Гянджинского ханства                  | |
|      | 1748 — 1806 | Флаг Бакинского ханства                    | |
|      | ? — 1811    | Флаг Имеретинского царства                 | |
|      | ? — 1819    | Флаг Шекинского ханства                    | |
|      | 1748 — 1820 | Флаг Ширванского ханства                   | |
|      | ? — 1822    | Флаг Карабахского ханства                  | |
|      | ? — 1825    | Флаг Кабарды                               | |
|      | 1827 — 1828 | Флаг Нахичеванского ханства                | |
|      | 1239 — 1828 | Флаг Эриванского ханства                   | |
|      | ? — 1829    | Флаг Гурийского княжества                  | |
|      | 1831 — 1859 | Флаг Северо-Кавказского имамата            | |
|      | ? — 1859    | Флаг Сванетии                              | |
|      | ? — 1864    | Флаг Абхазского княжества                  | |
|      | ? — 1864    | Флаг Аварского ханства                     | |
|      | ? — 1864    | Флаг Черкесии                              | |
|      | ? — 1867    | Флаг Мегрельского княжества                | |
|      | ? — 1867    | Флаг Тарковского шамхальства               | |
|      | 1806 —1867  | Флаг Российско-американской компании       | Флаг, использовавшийся в Русской Америке |
|      | ? — 1917    | Флаг Хивинского ханства                    | |
|      | 1868 — 1920 | Флаг Бухарского эмирата                    | Флаг был утверждён эмиром Музаффаром в 1868 году и упразднён в 1920 году после образования БНСР. Флаг представлял собой прямоугольное полотнище светло-зелёного цвета, на котором вдоль древка золотистым цветом было написано арабским письмом имя эмира, а вдоль свободного края – шахада. Между надписями помещались золотые полумесяц и пятиконечная звезда над так называемой «рукой Фатимы» (Хамса), которая является защитным амулетом. Кайма полотнища была оранжевого цвета с орнаментом чёрного цвета. Древко было зеленым и увенчивалось полумесяцем золотистого цвета. |
|      | 1916        | Флаг территорий среднеазиатского восстания | Флаг соратников Амангельды Иманова, использовался с 1916 года. Текст гласит: «Флаг предводителя воинов, батыра Амангельды». |

## 1917 — 1923 года
| Флаг | Дата                    | Использование                                                     | Описание |
| ---- | ----------------------- | ----------------------------------------------------------------- | --- |
|      | 1853 — 1923             | Флаг Сибири                                                       | Бело-зелёный флаг с двумя равновеликими горизонтальными полосами впервые появился в 1853 году, в качестве флага Сибирского студенческого землячества Казанского университета. Источником цветов флага, скорее всего, послужили цвета герба Томской губернии, выходцами откуда было большинство студентов-сибиряков. |
|      | 1917 — 1918             | Флаг Сибири                                                       | Вариант флага с диагональным сечением полотнища был принят в августе 1917 года на конференции общественных организаций, созванной сибирскими областниками. «Белый цвет означает снега сибирские, зелёный — сибирскую тайгу». |
|      | 1917 — 1918             | Флаг Башкурдистана                                                | |
|      | 1917 — 1918 1918 — 1919 | Флаг Горской республики                                           | |
|      | 1917 — 1918 1918 — 1919 | Флаг Горской республики                                           | |
|      | 1917 — 1918             | Флаг Исколата                                                     | |
|      | 1917 — 1918             | Флаг Кокандской автономии                                         | Флаг автономии был утверждён 27 ноября 1917 года четвёртым чрезвычайным Всетуркестанском краевом мусульманском съездом. Флаг был из прямоугольного полотнища, состоявший из красной и голубой равновеликих горизонтальных полос, с белым полумесяцем и пятиконечной звездой. Голубой цвет флага символизировал принадлежность основной части населения территории Туркестана к тюркским народам, красный цвет символизировал обновления и революцию. Вся композиция флага, красный цвет, полумесяц и звезда, повторяла композицию флага Турции, которую приверженцы пантюркизма считали своим примером и защитником. |
|      | 1917 — 1918             | Флаг Крымской Демократической Республики                          | |
|      | 1917 — 1918             | Флаг Молдавии                                                     | |
|      | 1917 — 1918             | Флаг Молдавии                                                     | |
|      | 1917 — 1918             | Флаг Советской республики матросов и строителей                   | |
|      | 1917 — 1918             | Флаг УНР советов                                                  | |
|      | 1917 — 1918             | Флаг УНР советов                                                  | |
|      | 1917 — 1918             | Флаг Юго-Западной Кавказской демократической республики           | |
|      | 1917 — 1919             | Флаг Алашской автономии                                           | Флаг вместе с проектом конституции был придуман Барлыбеком Сыртановым в 1910-х, факты реального использования отсутствуют |
|      | 1917 — 1919             | Флаг Алашской автономии                                           | Флаг вместе с проектом конституции был придуман Барлыбеком Сыртановым в 1910-х, факты реального использования отсутствуют |
|      | 1917 — 1919             | Флаг Алашской автономии                                           | Профессор Вальтер Трембицкий в 1970-х годах опубликовал изображение флага Алашской автономии который представлял из себя красное полотно с золотыми полумесяцем и звездой. Источники, которыми он руководствовался, не ясны и им самим не предоставлены. Считается мистификацией. |
|      | 1917 — 1919             | Флаг УНСР                                                         | |
|      | 1917 — 1919             | Флаг УНСР                                                         | |
|      | 1917 — 1920             | Флаг Хивинского ханства                                           | |
|      | 1917 — 1920             | Флаг Хивинского ханства                                           | |
|      | 1917 — 1920             | Флаг Конфедеративной республики Алтай (Каракумское правительство) | |
|      | 1921 — 1922             | Флаг Конфедеративной республики Алтай (Каракумское правительство) | |
|      | 1917 — 1923             | Флаг советских государственных образований                        | |
|      | 1917 — 1923             | Флаг Украинской Народной Республики                               | |
|      | 1918                    | Флаг Азербайджанской Демократической Республики                   | |
|      | 1918 — 1919             | Флаг Азербайджанской Демократической Республики                   | |
|      | 1918                    | Флаг Аракской республики                                          | |
|      | 1918                    | Флаг Урала                                                        | Флаг Временного областного правительства Урала. |
|      | 1918                    | Флаг Всевеликого войска Донского                                  | Был принят 4 мая 1918 года на заседании «Круга спасения Дона». В законах оговаривалась символика: «Три народности издревле живут на донской земле и составляют коренных граждан Донской области — донские казаки, калмыки и русские крестьяне. Национальными цветами их были: у донских казаков — синий, васильковый, у калмыков — жёлтый и у русских — алый». На съезде в ноябре 1990 года был восстановлен. Лёг в основу современного флага Ростовской области. |
|      | 1918                    | Флаг Закавказской демократической федеративной республики         | |
|      | 1918                    | Флаг Герцогства Курляндского и Земгальского                       | |
|      | 1918                    | Флаг Объединённого Балтийского Герцогства                         | Флаг марионеточного государства Германской Империи на территории Балтийских стран после заключения Брест-Литовского мира. |
|      | 1918                    | Флаг Центрокаспийской диктатуры                                   | |
|      | 1918                    | Флаг Украинской державы                                           | |
|      | 1918                    | Флаг Финляндии                                                    | Временный флаг государства Финляндского в период гражданской войны от 27 февраля 1918 года. |
|      | 1918                    | Флаг Урало-Волжского штата (Забулачной республики)                | |
|      | 1918                    | Флаг Урало-Волжского штата (Забулачной республики)                | |
|      | 1918 — 1919             | Флаг Крымского краевого правительства                             | |
|      | 1918 — 1919             | Флаг Эстляндской Трудовой Коммуны                                 | Был принят в 1918 году вместе с образованием государства. |
|      | 1918 — 1919             | Флаг Республики Перлоя                                            | |
|      | 1918 — 1919             | Флаг Тарнобжегской республики                                     | |
|      | 1918 — 1919             | Флаг Республики Арас                                              | |
|      | 1918 — 1920             | Флаг Гуляйпольщины                                                | Судя по имеющийся информации, Вольная Территория не имела единообразия в вопросах государственной символики, и каждый отряд или коммуна имела собственный вариант флага, при этом, однако, можно выделить наиболее часто встречающиеся версии флагов. |
|      | 1918 — 1920             | Флаг Гуляйпольщины                                                | Судя по имеющийся информации, Вольная Территория не имела единообразия в вопросах государственной символики, и каждый отряд или коммуна имела собственный вариант флага, при этом, однако, можно выделить наиболее часто встречающиеся версии флагов. |
|      | 1918 — 1920             | Флаг Латвийской социалистической советской республики             | |
|      | 1918 — 1920             | Флаг Первой Республики Армения                                    | |
|      | 1918 — 1920             | Флаг Русской народной республики лемков                           | |
|      | 1918 — 1920             | Флаг Западной добровольческой армии                               | |
|      | 1918 — 1921             | Флаг Грузинской демократической республики                        | |
|      | 1918 — 1940             | Флаг Латвии                                                       | |
|      | 1918 — 1940             | Флаг Литвы                                                        | |
|      | 1918 — 1940             | Флаг Эстонии                                                      | |
|      | 1919                    | Флаг Эстонии                                                      | |
|      | 1919                    | Флаг Кубанской народной республики                                | Сине-малиново-зелёный флаг был учреждён 23 февраля 1919 года Кубанской Радой. По одной из версий, малиновый цвет символизировал казаков-черноморцев (региона компактного проживания украинцев на Кубани назывался Малиновый клин), потомков запорожцев, синий — казаков-линейцев, наследников донцов, зелёный — адыгов. Лёг в основу современного флага Краснодарского края. |
|      | 1919 — 1920             | Флаг Ингерманландии                                               | Флаг Ингермаландии был утверждён в марте 1919 года при формировании 1-го Ингерманландского батальона в Эстонии, а уже осенью стал государственным флагом короткоживущего государства Северной Ингрии. |
|      | 1919 — 1929             | Флаг УССР                                                         | |
|      | 1919 — 1920             | Флаг Северо-Кавказского эмирата                                   | |
|      | 1919 — 1920             | Флаг Республики Батуми                                            | |
|      | 1918                    | Флаг Ухтинской Республики                                         | |
|      | 1918 — 1920             | Флаг Ухтинской Республики                                         | |
|      | 1919 — 1920             | Флаг Ухтинской Республики                                         | |
|      | 1919 — 1921             | Флаг Кокандской автономии                                         | |
|      | 1919 — 1922             | Флаг Социалистической Советской Республики Белоруссия             | |
|      | 1919 — 1922             | Флаг Хладноярской республики                                      | |
|      | 1920                    | Флаг Бухарского эмирата                                           | |
|      | 1920                    | Флаг Серединной Литвы                                             | Утверждён 17 ноября 1920 года в качестве государственного флага частично признанного государства на территории Вильно и его окрестностей. |
|      | 1920                    | Флаг Хорезмской Социалистической Советской Республики             | |
|      | 1920                    | Флаг Хорезмской Социалистической Советской Республики             | |
|      | 1920 — 1921             | Флаг Хорезмской Социалистической Советской Республики             | |
|      | 1920 — 1921             | Флаг Азербайджанской Социалистической Советской Республики        | |
|      | 1921 — 1922             | Флаг Азербайджанской Социалистической Советской Республики        | |
|      | 1920 — 1922             | Флаг Дальневосточной республики                                   | Флаг марионеточного буферного государства Советской России |
|      | 1920                    | Флаг Хорезмской Социалистической Советской Республики             | |
|      | 1920                    | Флаг Хорезмской Социалистической Советской Республики             | |
|      | 1920 — 1921             | Флаг Хорезмской Социалистической Советской Республики             | |
|      | 1920 — 1922             | Флаг Срединной Литвы                                              | |
|      | 1920 — 1922             | Флаг Срединной Литвы                                              | |
|      | 1921                    | Флаг Республики Горная Армения                                    | |
|      | 1922 — 1923             | Флаг Хорезмской Социалистической Советской Республики             | |
|      | 1922 — 1925             | Флаг Закавказской СФСР                                            | |
|      | 1920 — 1924             | Флаг Бухарской народной советской республики                      | |

## 1923 — 1941
| Флаг | Дата               | Использование                                         | Описание |
| ---- | ------------------ | ----------------------------------------------------- | --- |
|      | 1918 — 1938        | Флаг Басмачества                                      | |
|      | 1923 — 1924        | Флаг Хорезмской Социалистической Советской Республики | |
|      | 1924 — 1925        | Флаг Бухарской народной советской республики          | |
|      | 1924 — 1925        | Флаг Бухарской народной советской республики          | |
|      | 1924 — 1925        | Флаг Тунгусской Республики                            | Бело-зелёно-чёрное полотнище было принято в качестве государственного флага, постановлением ВЦТНУ 14 июля 1924 года. |
|      | 1925 — 1930        | Флаг Тувинской Народной Республики                    | Флаг марионеточного государственного образования СССР на территории Тувы.                                            |
|      | 1930 — 1935        | Флаг Тувинской Народной Республики                    | Флаг марионеточного государственного образования СССР на территории Тувы.                                            |
|      | 1935 — 1939 (1941) | Флаг Тувинской Народной Республики                    | Флаг марионеточного государственного образования СССР на территории Тувы.                                            |
|      | 193? — 194?        | Флаг Донского правительства в изгнании                | |
|      | 1935 — 1960        | Флаг Донского правительства в изгнании                | |
|      | 1939 — 1940        | Флаг ФДР                                              | Флаг марионеточного государственного образования СССР на собственной территории.                                     |

## 1941 — 1945
| Флаг | Дата        | Использование                              | Описание |
| ---- | ----------- | ------------------------------------------ | --- |
|      | 1941        | Флаг УГП                                   | |
|      | 1941 — 1943 | Флаг Локотской Республики                  | Флаг марионеточного автономного государственного образования Третьего Рейха на территории СССР в Брянской области. |
|      | 1941 — 1944 | Флаг Генерального округа Латвия            | |
|      | 1941 — 1944 | Флаг Генерального округа Литва             | |
|      | 1941 — 1944 | Флаг Генерального округа Эстония           | |
|      | 1941 — 1945 | Флаг Рейхскомиссариатов на территории СССР | |
|      | 1941 — 1945 | Флаг Рейхскомиссариатов на территории СССР | |
|      | 1942 — 1949 | Флаг УПА                                   | |
|      | 1943 — 1943 | Флаг БЦР                                   | |
|      | 1944 — 1946 | Флаг Закарпатской Украины                  | |

## 1945 — 1989
| Флаг | Дата        | Использование | Описание |
| ---- | ----------- | ------------- | -------- |
|      | 1944 — 1954 | Флаг УГОС     |          |

## 1989 — н.в.
| Флаг | Дата                   | Использование                              | Описание |
| ---- | ---------------------- | ------------------------------------------ | --- |
|      | 1990 — н. в.           | Флаг Южной Осетии                          | |
|      | 1990 — 1992            | Флаг Гагаузии                              | |
|      | 1991 — н. в.           | Флаг Приднестровской Молдавской Республики | |
|      | 1991                   | Флаг Чеченской Республики Ичкерия          | |
|      | 1991 — 2000 (де-факто) | Флаг Чеченской Республики Ичкерия          | |
|      |                        | Флаг Чеченской Республики Ичкерия          | |
|      | 1993                   | Флаг Уральской республики                  | |
|      | 1994                   | Флаг Исламского государства Дагестан       | |
|      | 1994 — 2004            | Флаг Чеченской Республики                  | |
|      | 1998 — 1999            | Флаг Отдельной Исламской территории        | |
|      | 2007 — 2015            | Флаг Кавказского эмирата                   | |
|      | 1992/2014—н. в.        | Флаг Крыма                                 | Флаг Автономной республики Крым. После аннексии в 2014 году утверждён без изменений в качестве флага российской Республики Крым.                     |
|      | 2014                   | Флаг ДНР                                   | Флаги сепаратистского образования на территории Донецкой области. С 2022 года — флаг административно-территориальной единицы Российской Федерации.   |
|      | 2014—2018              | Флаг ДНР                                   | Флаги сепаратистского образования на территории Донецкой области. С 2022 года — флаг административно-территориальной единицы Российской Федерации.   |
|      | 2018—н. в.             | Флаг ДНР                                   | Флаги сепаратистского образования на территории Донецкой области. С 2022 года — флаг административно-территориальной единицы Российской Федерации.   |
|      | 2014                   | Флаг ЛНР                                   | Флаги сепаратистского образования на территории Луганской области. С 2022 года — флаг административно-территориальной единицы Российской Федерации.  |
|      | 2014                   | Флаг ЛНР                                   | Флаги сепаратистского образования на территории Луганской области. С 2022 года — флаг административно-территориальной единицы Российской Федерации.  |
|      | 2014—н. в.             | Флаг ЛНР                                   | Флаги сепаратистского образования на территории Луганской области. С 2022 года — флаг административно-территориальной единицы Российской Федерации.  |
|      | 2014                   | Флаг ХНР                                   | Проект флага пророссийского государственного образования на территории Харьковской области.                                                          |
|      | 2014—2015              | Флаг Новороссии                            | Флаг конфедерации непризнанных государственных образований и проекта Союза Народных Республик.                                                       |
|      | 2015 — 2021            | Флаг Вилаята Кавказ                        | |
|      | 2015 — 2021            | Флаг Вилаята Кавказ                        | |
|      | 2022—н. в.             | Флаг Запорожской ВГА                       | Флаг оккупированной Запорожской области, находящейся под контролем РФ.                                                                               |
|      | 2022—н. в.             | Флаг Харьковской ВГА                       | Флаг, используемый на нескольких оставшихся подконтрольных Россией территорией Харьковской области после контрнаступления Украины в сентябре 2022 г. |